# 윤연선 (1952년)
윤연선(尹姸善, 본명: 윤금옥, 1952년 10월 20일~)은 대한민국의 가수 겸 방송인이다. 포크 송 가수이자 기타리스트로 1972년 서울 명동의 음악모임에 친구의 권고로 참여했다가 가수로 데뷔했다. 1972년에 가수로 데뷔하여 그해 1집 앨범 '평화의 날개'를 발표하였으며 대표곡으로는 얼굴, 평화의 날개, 고아(번안곡) 등이 있다.  첫사랑 민성삼과 2003년 5월 3일 결혼하였다.

## 노래
- 얼굴
- 평화의 날개
- 시간속에서
- 물망초
- 파란하늘
- 생각납니다
- 떠나기 전에
- 고아
- 얼굴
- 아가
- 사랑의 휴일
- 사랑하는 사람아
- 섬 아이
- 마음
- 왜냐 묻지 말아요
- 꽃 피는 마을
- 미련
- 헤어짐
- 바람아
- 저 하늘 구름 따라
- 바닷가 모래 위
- 고별
- 어데로 가야하나
- 보내는 마음 가는 마음
- 님이 오는 소리
- 그리운 사람
- 내일부터

## 앨범
- 1집 평화의 날개: 1972
- 내마음 / 희망의 섬: 1972
- 매혹의 노래모음: 1975
- 얼굴그소녀-영원한사랑 사람들아(공동)
- 4집 청개구리 고운노래 모음집 Vol. 4: 2004

## 기타
번안곡 고아는 사회를 비판적으로 묘사했다는 이유로 유신 체제에서 금지곡으로 지정되기도 했다.

## 같이 보기
- 윤양하
- 포크 송
- 얼굴
- 송창식
- 신중현
- 이광조
- 정미조
- 배철수
- 한대수
- 박상규
- 진미령